# Renouveau italien

Logo de Rinnovamento Italiano.

La Liste Dini - Renouveau italien (en italien, Lista Dini - Rinnovamento Italiano, RI) est un parti politique fondé et dirigé par l'ancien président du Conseil italien, Lamberto Dini, entre 1996 et 2002.

## Historique
Lamberto Dini, qui a occupé le poste de président du Conseil entre 1995 et 1996 (dans le cadre d'un gouvernement technique qui a remplacé le gouvernement Berlusconi, tombé après le retrait du soutien de la Ligue du Nord), après la dissolution anticipée du Parlement, avait annoncé qu'il se présenterait aux élections générales de 1996 avec son nouveau parti.
Il a déclaré d'emblée qu'il ne serait pas un allié de Berlusconi, souhaitant au contraire s'unir à la coalition naissante dirigée par Romano Prodi, l'Olivier. Le 27 février 1996, il présente la nouvelle formation politique appelée Renouveau italien.
Aux élections générales italiennes de 1996, le parti se présente en coalition avec d'autres mouvements centristes, libéraux-démocrates, chrétiens-démocrates et réformateurs:
- Le Pacte Segni, mouvement libéral ;
- les Socialistes italiens ;
- le Mouvement italien démocratique, surnommé la « néo-démocratie-chrétienne ».

Lors des élections de 2001, le parti décide de présenter des listes communes avec le Parti populaire italien, Les démocrates de Prodi et l'UDEUR au sein de la fédération de centre-gauche de partis réformistes nommée La Marguerite.
Un an plus tard, en 2002, la Margherita devint un parti unique auquel se joint le Renouveau italien, décrétant sa dissolution le 17 mars 2002.
En 2007, lors de la fusion de la Marguerite au sein du Parti démocrate, une partie de l'ancien Renouveau italien (dont Lamberto Dini lui-même) s'en est détachée et s'est ralliée au Peuple de la liberté.